# RPG 만들기 MZ
RPG 만들기 MZ (RPG 쯔꾸르 MZ, 영어: RPG MAKER MZ)는 RPG 게임 제작 소프트웨어이다. 2020년 8월 20일 발매되었다. 스팀 (서비스) 버전은 8월 21일에 발매되었다.

## 개요
RPG 쯔꾸르 MV의 후속작으로 PC판 쯔꾸르 시리즈의 12번째 작품이다. KADOKAWA 퓨처 퍼블리싱의 자회사인 Gotcha Gotcha Games에 의해 제작 판매가 이뤄지고 있다. 투쿨 공식 스토어 및 스팀 (서비스)에서 다운로드 및 판매만 할 뿐 패키지 버전은 존재하지 않는다.
에디터의 조작은 기본적으로는 전작 MV와 거의 같다. 레이어 선택 기능이나 이벤트 일람의 추가, 플러그인 명령용 인터페이스가 준비되는 등 개량이 이루어지고 있다.
이용할 수 있는 소재의 규격의 대부분은 RPG 쯔꾸르 MV와 공통적이다. 다만 자바스크립트를 사용한 플러그인 확장의 호환성은 높지 않다.
이미지 소재는 캐릭터의 전신 이미지가 마련되는 등 크게 확충돼 있다. 그러나 슬라임 등의 스테디셀러 소재가 없는 등 RPG 쯔꾸르 MV와의 소재와의 피칭을 꺼리는 경향이 보인다.
게임 플레이 중 조작은 조작용 버튼이 표시되는 등 보다 터치 패널 대응이 강화되고 있다. 신규 실시간 전투 시스템인 TPB(타임프로그레스 배틀)가 추가됐다.

### 묘화를 WebGL로 일원화
전작 RPG 쯔꾸르 MV에서는 오래된 환경에 대응하기 위해 캔바스(sanvas) 묘화도 행하고 있었지만, 본작에서는 WebGL 묘화로 일원화되어 있다.
그에 따라 그래픽 묘화 라이브러리인 PixiJS도 v4에서 v5로 변경되고 있다.

### 애니메이션에 Effekseer 채택
애니메이션 재생에 Effekseer가 채용되었다. 이에 따라 3D를 활용한 이펙트를 이용할 수 있게 되었고, Effekseer용 에디터를 이용한 애니메이션 개발을 수행할 수 있게 되었다.
덧붙여 RPG 쯔꾸르 MV에서 사용되던 애니메이션 기능은 내부적으로는 재생 가능하지만 에디터 상에서는 삭제되어 RPG 쯔꾸르 MZ에서는 신규로 만들 수 없다.

### 웹 콘텐츠 게시 및 플레이
니코니코 동화에서는 투고 서비스 "게임 아츠마루"가 준비돼 있다. 제작자는 RPG 쯔꾸르 MZ에서 제작한 게임을 게시할 수 있으며 사용자는 웹 브라우저 상에서 플레이 가능하다.

## 샘플 게임 목록
| 제목                                                                        | 작자명                                   |
| --------------------------------------------------------------------------- | ---------------------------------------- |
| 배틀전기 3D 처녀 워즈 (バトル戦記 3D乙女ウォーズ)                           | 에이지 에제네스터 (エイジ・エジェネスタ) |
| 루이제와 비밀 지하실 (ルイーゼと秘密の地下室)                               | 칸나즈키 사스케 (神無月サスケ)           |
| 트래시 강단정 괴기! 비밀 결사편 (トラッシュカンダンジョン 怪奇！秘密結社編) | 습도 케이(湿度ケイ)                      |
| 소울즈 로어 (Souls Lore)                                                    | 도락 (道楽)                              |
| 9살부터 시작하는 혼활 추천! (9歳からはじめる婚活のススメ！)                 | 포토쇼 장인 (フォトショ職人)             |
| 웨스프라우전기 (ェスプラウ戦記)                                             | 유와카 (ゆわか)                          |
| 샘플 맵 (サンプルマップ)                                                    | Lib (리브,りぶ)                          |

## 같이 보기
- RPG 만들기
- 게임 아츠마루